# Senilna demenca
Senilna demenca je oblika demence, degenerativne bolezni, ki povzroči nenormalno delovanje možganov. To nenormalno delovanje se predvsem kaže v pozabljivosti, zmedenosti in izgubi stika z realnim svetom. 
Senilna demenca se pojavi pri ljudeh nad 60. leti. 
Najpogostejša vzroka sta progresivno propadanje nenadomestljivih možganskih celic in počasno ožanje ter otrdevanje arterije, ki možgane preskrbuje s krvjo (arterioskleroza). Drugi pogosti dejavniki za nastanek so dolgotrajni alkoholizem, uživanje mamil, pomanjkanje vitaminov, hipotiroidizem, sifilis, možganski tumor,...
Bolezen se razvija več let in je neozdravljiva. Osebe, ki so prizadete s to boleznijo, rabijo stalni nadzor in pomoč.